# Пальна (приток Исконы)
Па́льна — река в Московской области России, левый приток Исконы.
Длина — 12 км, площадь водосборного бассейна — 62,3 км². Протекает по территории Рузского и Можайского городских округов. Берёт начало в 5 км северо-западнее города Рузы, устье — у деревни Клементьево, в 12 км севернее Можайска. На реке расположены населённые пункты Никулкино, Цыганово, Воскресенское, Новая, Алёшино, Константиново, Вандово, Клементьево и Новинки.
По данным Государственного водного реестра России, относится к Окскому бассейновому округу. Речной бассейн — Ока, речной подбассейн — бассейны притоков Оки до впадения Мокши, водохозяйственный участок — Москва от Можайского гидроузла до города Звенигорода, без реки Рузы (от истока до Рузского гидроузла) и реки Озерны (от истока до Озернинского гидроузла).